# Deathtrap (película)
Deathtrap (Trampa mortal en Hispanoamérica y La trampa de la muerte en España) es una película de acción y suspenso estadounidense de 1982 basada en la obra de teatro homónima de Ira Levin, dirigida por Sidney Lumet, con un guion escrito por Levin y Jay Presson Allen, y protagonizado por Michael Caine, Dyan Cannon y Christopher Reeve. La película recibió críticas en su mayoría favorables. A su vez, se notaron las semejanzas con el argumento de la película de Caine, Sleuth, de 1972.

## Argumento
El famoso dramaturgo Sidney Bruhl (Caine) debuta en el más reciente en una serie de fracasos de Broadway y regresa a su opulenta casa de Long Island donde se encuentra su mujer, Myra (Cannon). A pesar de que su situación financiera no es buena, Sidney está ansioso por realizar un golpe. Ha recibido un manuscrito de una obra llamada Trampa mortal escrita por uno de sus estudiantes, Clifford Anderson, que él considera cercano a la perfección. Clifford recientemente cursó uno de los talleres de escritura de Sidney y ahora pide entrar en su obra teatral. Sidney contempla asesinar a Clifford y producir a la obra como propia. Invita a Clifford a su casa aislada, la cual está decorada con armas de las obras teatrales de Sidney, para discutir el asunto.
Clifford (Reeve) llega en tren. Myra trata desesperadamente en el curso de la noche de convencer a Sidney que trabaje con Clifford como socios iguales, pero es en vano; Sidney ataca a Clifford, estrangulándolo con una cadena. Sidney saca el cuerpo, pero todavía tiene que convencer a Myra para conspirar con ella. Myra no revela nada cuando reciben una visita inesperada de la médium Helga Ten Dorp (Irene Worth), una celebridad menor quien está hospedándose con los vecinos de Bruhl. Helga nota dolor y muerte en la casa; antes de alejarse, le advierte a Sidney sobre un hombre en botas que le atacará.
Mientras se prepara para ir a dormir, Myra está empezando a llegar a un acuerdo con lo que Sidney ha hecho. Todo está tranquilo hasta que Clifford irrumpe a través de la ventana del dormitorio y golpea a Sidney con un tronco. Clifford persigue a Myra a través de la casa hasta que su corazón débil se rinde; ella colapsa y muere. Sidney desciende con calma la escalera, sin heridas, y se acerca furtivamente al lado de Clifford. Intercambian unas cuantas palabras sobre qué hacer con el cuerpo de Myra, y entonces intercambian un beso apasionado. Las horas previas habían sido todas un ardid elaborado para matar a Myra.
Clifford se muda con Sidney. Los dos trabajan juntos en un escritorio doble, Sidney sufre de bloqueo de escritor, pero Clifford escribe atareado página tras página de una obra teatral nueva que mantiene sospechosamente bajo llave. Mientras Clifford va de compras a un almacén, Sidney intenta romper el cajón, pero no logra hacerlo antes de que Clifford regrese. Espera que Clifford recupere su obra, y luego cambia el manuscrito por una falsificación. Se horroriza al leer que Clifford está utilizando la historia cierta del asesinato de Myra como la base de una obra teatral real llamada Trampa Mortal. Furiosamente afronta a Clifford, quien presume sobre el potencial de la obra e insiste en que la escribirá, con o sin la aprobación de Sidney. Clifford se ofrece a compartir el crédito con Sidney, quien cree que Clifford es un sociópata, así que pretende ponerse de acuerdo en colaborar con Clifford en la obra juego mientras planea una solución.
Unos cuantos días más tarde, Helga pasa por allí, aparentemente buscando velas en anticipación de una tormenta pronosticada. Casi inmediatamente después de conocer a Clifford, ella le advierte a Sidney que Clifford es el hombre en botas.
Sidney traiciona a Clifford pidiéndole que se arme con un hacha para demostrar un poco de su habilidad en el escenario, luego produciendo una pistola, intentando disparar a Clifford (él declarará que fue en defensa propia) y arrojar el manuscrito de Trampa Mortal. Pero la pistola de Sidney está vacía, Clifford ha anticipado algo de tal esquema de Sidney – ahora él intenta utilizar al intento de traición de Sidney y el esquema del hacha en la obra– y ha cargado las balas a una pistola diferente. Asegura a Sidney a una silla con esposas, le dice que va a empacar y que se marchará, y le advierte a Sidney que no intente detener la producción de la obra. Aun así, Clifford no es consciente de que las esposas son un truco que una vez fueran propiedad de Harry Houdini. Sidney fácilmente se libera, agarra una ballesta e incapacita a Clifford con un solo disparo. Antes de que Sidney pueda arrojar el cuerpo, la tormenta arremete con fuerza llena, sumergiendo la escena a oscuridad. Un centellear de relámpago ilumina el salón y una figura fugaz se escabulle. Es Helga, que viene para ayudar, pensando que Sidney está en peligro, pero ahora se da cuenta de que Sidney plantea la amenaza. Sidney encuentra un cuchillo mientras que Helga aferra una pistola. Clifford recupera consciencia y tropieza con Helga. La pistola sale volando y una lucha por ella, y resulta que aquello..... culmina en un escenario con actores ante un teatro repleto, donde "Clifford" acuchilla a "Sidney" y ambos mueren, dejando a «Helga» victoriosa. La audiencia de la noche de apertura estalla en un aplauso estruendoso, y en la parte trasera del teatro está una exultante Helga Ten Dorp, ahora la autora de una obra teatral exitosa de Broadway llamada Trampa mortal.

## Reparto
- Michael Caine como Sidney Bruhl.
- Christopher Reeve como Clifford Anderson.
- Dyan Cannon como Myra Bruhl.
- Irene Worth como Helga Ten Dorp.
- Henry Jones como Porter Milgrim.
- Joe Silver como Seymour Starger.

Los críticos de cine y teatro en la vida real Stewart Klein, Jeffrey Lyons y Joel Siegel tienen cameos como ellos.

## Recepción
Trampa mortal tiene un índice del 75% en Rotten Tomatoes. El crítico Roger Ebert le dio tres estrellas, llamándolo «un estudio cómico de defectos humanos antiguos y honorables, incluyendo codicia, envidia, lujuria, orgullo, avaricia, pereza, y falsedad». Ebert notó, junto con Janet Maslin, y Gary Arnold del Washington Post, las semejanzas con la película de Caine, Sleuth, de 1972, y las semejanzas han sido notadas posteriormente por historiadores del cine.
Cannon fue nominada para un Premio Golden Raspberry por «Peor Actriz de Reparto» por su actuación. La revista MAD parodió a la película como Basura Mortal.
La escena del beso entre Sidney y Clifford no está en la obra teatral original, a pesar de que está revelado que son amantes. En su libro El armario de celuloide, el historiador de cine gay Vito Russo informó que Reeve dijo que el beso fue abucheado por el público en el preestreno en Denver, Colorado, y estimó que un informe de la revista Time del beso estropeó un elemento clave del argumento y le costó a la película $10 millones en ventas de entradas (la película ganó más de $19 millones en la taquilla.[cita requerida]) En su libro Murder Most Queer (2014), Jordan Schildcrout describe que asistió a una proyección en la cual un miembro del público chilló: «¡No, Superman, no lo hagas!» en el momento del beso Caine-Reeve. La controversia sobre el beso inspiró la canción de Tom Smith «Dos tipos besándose (Arruinaron mi vida)».

## Publicación en video doméstico
Trampa mortal fue publicado en la Región 1 de DVD el 27 de julio de 1999. Fue republicado el 8 de noviembre de 2003, en un pack de dos películas con el buddy film de Henry Winkler/Michael Keaton, Night Shift. Warner Home Video publicó Trampa mortal en disco Blu-Ray el 20 de noviembre de 2012, como parte del Warner Archive Collection.